# Dove Cameron
Dove Cameron (* 15. Januar 1996 in Seattle, Washington als Chloe Celeste Hosterman) ist eine US-amerikanische Schauspielerin und Sängerin.

## Leben
Dove Cameron wurde im Januar 1996 in Seattle, Washington, geboren. Ihr Geburtsname ist Chloe, von ihrem Vater wurde sie aber sehr früh schon Dove genannt. Nach seinem Tod entschied sie, Dove als ihren offiziellen Namen anzunehmen. Im Alter von acht Jahren begann sie im städtischen Theater zu schauspielern. Sie zog mit 14 Jahren nach Los Angeles, um eine professionelle Schauspielschule zu besuchen. Sie ging auf die Burbank High School. Ihr Schauspieldebüt gab Cameron in zwei Folgen der Fernsehserie Shameless. Danach war sie jeweils in einer Gastrolle in The Mentalist und Malibu Country zu sehen.
Sie spricht etwas Französisch, was auf ihre französischen Wurzeln zurückzuführen ist. Sie hat außerdem russische, slowakische und ungarische Vorfahren.
Ihr Durchbruch gelang Cameron mit der Doppelhauptrolle der Zwillinge Liv Rooney und Maddie Rooney in der Disney-Channel-Jugendserie Liv und Maddie, die von Juli 2013 bis März 2017 auf dem Sender ausgestrahlt wurde. Im Januar 2014 verkörperte sie neben Luke Benward die Rolle der Kayla Morgan in dem Disney-Channel-Original-Movie Halfpipe Feeling.
2015 war Cameron als Mal, die Tochter von Maleficent, in dem Disney-Channel-Original-Movie Descendants – Die Nachkommen zu sehen. Dieselbe Rolle verkörpert sie auch in der 2017 erschienenen Fortsetzung Descendants 2 – Die Nachkommen und auch 2019 in Descendants 3 – Die Nachkommen. Außerdem spielte sie Hauptrollen in Secret Agency – Barely Lethal und R.L. Stine – Geisterstadt: Kabinett des Schreckens. Im Dezember 2016 war sie im NBC-Live-Musical Hairspray Live! als Amber von Tussle zu sehen und im Juli 2017 trat sie im Musical Mamma Mia! in der Rolle der Sophie auf der Freilichtbühne Hollywood Bowl auf. In der fünften Staffel der Serie Marvel’s Agents of S.H.I.E.L.D. verkörperte sie Ruby Hale, die genmanipulierte Tochter der HYDRA-Anführerin General Hale. In der parodistischen Musical-Fernsehserie Schmigadoon! spielte sie eine der Hauptrollen.
Cameron ist auch als Sängerin aktiv. Ihre beiden Lieder Count Me In und Better in Stereo, letzteres ist auch Titelsong der Serie Liv and Maddie, erreichten jeweils den ersten Platz der Kid Digital Songs von Billboard. Gemeinsam mit ihren Schauspielkollegen Cameron Boyce, Booboo Stewart & Sofia Carson von Descendants nahm sie das Lied Rotten to the Core sowie die Ballade If Only auf. Beide Songs stiegen in die Billboard Hot 100 ein. Im Oktober 2015 gründete sie gemeinsam mit ihrem damaligen Freund Ryan McCartan eine Band namens The Girl and the Dreamcatcher. Diese brachte Mitte Juli 2016 ihre erste EP heraus, nachdem einzelne Songs und Musikvideos bereits vorher veröffentlicht wurden. Mit der im Februar 2022 veröffentlichten Single Boyfriend erzielte sie einen internationalen Charterfolg.
Im April 2018 gewann sie einen Daytime Emmy Award in der Kategorie Outstanding Performer in a Children’s Series für Liv und Maddie.
Seit August 2013 war sie mit ihrem Schauspielkollegen Ryan McCartan aus Liv und Maddie liiert. Das Paar gab am 14. April 2016 seine Verlobung bekannt, trennte sich aber im Oktober des gleichen Jahres bereits wieder. Zwischen 2016 und 2020 war sie mit dem schottischen Schauspieler Thomas Doherty liiert, welchen sie am Set von Descendants 2 – Die Nachkommen traf. Im November 2023 kamen Gerüchte auf, Cameron sei in einer Beziehung mit dem italienischen Sänger Damiano David. Im Februar 2024 traten sie das erste Mal öffentlich als Paar auf. 
Dove Cameron wird im Deutschen seit Liv und Maddie hauptsächlich von Maresa Sedlmeir synchronisiert.

## Filmografie
- 2012: Shameless (Fernsehserie, 2 Episoden)
- 2012: The Mentalist (Fernsehserie, Episode 5x02)
- 2013: Malibu Country (Fernsehserie, Episode 1x08)
- 2013–2017: Liv und Maddie (Liv and Maddie, Fernsehserie, 80 Episoden)
- 2014: Halfpipe Feeling (Cloud 9, Fernsehfilm)
- 2015: Austin & Ally (Fernsehserie, Episode 4x06)
- 2015: Secret Agency – Barely Lethal (Barely Lethal)
- 2015: Descendants – Die Nachkommen (Descendants, Fernsehfilm)
- 2015: R.L. Stine – Geisterstadt: Kabinett des Schreckens (R.L. Stine’s Monsterville: The Cabinet of Souls)
- 2016: Hairspray Live! (Fernsehfilm)
- 2017: Descendants 2 – Die Nachkommen (Descendants 2, Fernsehfilm)
- 2017: The Lodge (Fernsehserie, 4 Episoden)
- 2018: Soy Luna (Episode 3x22)
- 2018: Marvel’s Agents of S.H.I.E.L.D. (Fernsehserie, 6 Episoden)
- 2018: Dumplin’
- 2018: Angie Tribeca (Fernsehserie, Episode 4x02)
- 2019: Descendants 3 – Die Nachkommen (Descendants 3, Fernsehfilm)
- 2019: Angry Birds 2 – Der Film (The Angry Birds Movie 2, Stimme)
- 2021: Descendants – The Royal Wedding (Animationsspecial, Stimme)
- 2021–2023: Schmigadoon! (Fernsehserie)
- 2022: Big Nate (Fernsehserie, 10 Episoden, Stimme)
- 2022: Good Mourning
- 2022: Rache auf Texanisch (Vengeance)
- 2023: Die verrückte Geschichte der Welt, Teil II (History of the World, Part II, Fernsehserie, 3 Episoden)

## Diskografie

### Alben

#### Soundtrack Alben
- 2015: Liv and Maddie
- 2015: Descendants
- 2017: Descendants 2
- 2019: Descendants 3

### Studioalben
- 2023: Alchemical: Vol. 1

### EPs
- 2019: Bloodshot / Waste

### Singles

#### Als Solokünstlerin
- 2019: Bloodshot
- 2019: Waste
- 2019: So Good
- 2019: Out of Touch
- 2020: Remember Me (feat. BIA)
- 2020: We Belong
- 2021: LazyBaby[14]
- 2022: Boyfriend[15]
- 2022: Breakfast (US: Gold)
- 2022: Bad Idea
- 2022: Girl Like Me
- 2023: We Go Down (mit Khalid)
- 2023: Use Me (Brutal Hearts) (mit Diplo, Sturgill Simpson und Johnny Blue Skies)
- 2023: Other Boys (mit Marshmello)
- 2023: Lethal Woman
- 2023: Sand
- 2025: Too Much
- 2025: French Girls

## Auszeichnungen für Musikverkäufe
| Silberne Schallplatte - Vereinigtes Königreich - 2022: für das Lied Rotten to the Core - 2024: für das Lied If Only - 2024: für die Single Chillin’ like a Villain - 2025: für das Lied Ways to Be Wicked - 2025: für das Lied It’s Goin’ Down Goldene Schallplatte - Brasilien - 2023: für die Single Breakfast - 2024: für das Lied Break This Down - 2024: für das Lied If Only - Frankreich - 2023: für die Single Boyfriend - Italien - 2024: für die Single Boyfriend - Mexiko - 2023: für die Single Boyfriend - Portugal - 2022: für die Single Boyfriend - Schweden - 2022: für die Single Boyfriend - Spanien - 2024: für die Single Boyfriend - Ungarn - 2025: für die Single Too Much - Vereinigte Staaten - 2020: für das Lied You and Me - 2022: für das Lied Good to be Bad - 2023: für das Lied One Kiss - 2023: für das Lied Evil Like Me - 2023: für das Lied Space Between - 2024: für das Lied Do What You Gotta Do | Platin-Schallplatte - Australien - 2022: für die Single Boyfriend - Brasilien - 2024: für die Single Chillin’ like a Villain - Kanada - 2022: für die Single Boyfriend - Polen - 2024: für die Single Boyfriend - Vereinigte Staaten - 2022: für das Lied It’s Goin’ Down - 2022: für das Lied Ways to Be Wicked 2× Platin-Schallplatte - Brasilien - 2024: für das Lied Ways to Be Wicked - 2024: für das Lied Night Falls - Ungarn - 2025: für die Single Boyfriend Diamantene Schallplatte - Brasilien - 2023: für die Single Boyfriend |

Anmerkung: Auszeichnungen in Ländern aus den Charttabellen bzw. Chartboxen sind in ebendiesen zu finden.
| Land/RegionAuszeichnungen für Musikverkäufe (Land/Region, Auszeichnungen, Verkäufe, Quellen) | Silber     | Gold       | Platin       | Diamant  | Verkäufe   | Quellen              |
| -------------------------------------------------------------------------------------------- | ---------- | ---------- | ------------ | -------- | ---------- | -------------------- |
| Australien (ARIA)                                                                            | —          | —          | Platin1      | —        | 70.000     | aria.com.au          |
| Brasilien (PMB)                                                                              | —          | 3× Gold3   | 5× Platin5   | Diamant1 | 430.000    | pro-musicabr.org.br  |
| Frankreich (SNEP)                                                                            | —          | Gold1      | —            | —        | 100.000    | snepmusique.com      |
| Italien (FIMI)                                                                               | —          | Gold1      | —            | —        | 50.000     | fimi.it              |
| Kanada (MC)                                                                                  | —          | —          | Platin1      | —        | 80.000     | musiccanada.com      |
| Mexiko (AMPROFON)                                                                            | —          | Gold1      | —            | —        | 70.000     | amprofon.com.mx      |
| Polen (ZPAV)                                                                                 | —          | —          | Platin1      | —        | 50.000     | olis.pl              |
| Portugal (AFP)                                                                               | —          | Gold1      | —            | —        | 5.000      | Einzelnachweise      |
| Schweden (IFPI)                                                                              | —          | Gold1      | —            | —        | 40.000     | sverigetopplistan.se |
| Spanien (Promusicae)                                                                         | —          | Gold1      | —            | —        | 30.000     | elportaldemusica.es  |
| Ungarn (MAHASZ)                                                                              | —          | Gold1      | 2× Platin2   | —        | 10.000     | slagerlistak.hu      |
| Vereinigte Staaten (RIAA)                                                                    | —          | 7× Gold7   | 8× Platin8   | —        | 11.500.000 | riaa.com             |
| Vereinigtes Königreich (BPI)                                                                 | 5× Silber5 | Gold1      | —            | —        | 1.400.000  | bpi.co.uk            |
| Insgesamt                                                                                    | 5× Silber5 | 18× Gold18 | 18× Platin18 | Diamant1 |            |                      |

## Auszeichnungen und Nominierungen
American Music Award
- 2022: Auszeichnung als New Artist of The Year

Daytime Emmy Award
- 2018: Auszeichnung als Beste Schauspielerin in einer Kinderserie für Liv und Maddie

MTV Video Music Awards
- 2022: Auszeichnung als Best New Artist

Nickelodeon Kids’ Choice Awards
- 2016: Nominierung als Lieblings TV–Schauspielerin für Liv und Maddie
- 2017: Nominierung als Lieblings TV–Schauspielerin für Liv und Maddie
- 2020: Auszeichnung als Lieblings Filmschauspielerin für Descendants 3 – Die Nachkommen

Teen Choice Awards
- 2014: Nominierung als Choice TV: Female Breakout Star für Liv und Maddie
- 2015: Nominierung als Choice TV Actress: Comedy für Liv and Maddie
- 2016: Nominierung als Choice TV Actress: Comedy für Liv and Maddie